# ملیحه اکبری
ملیحه اکبری (زاده ۱۳۲۸ در تهران) خواننده و ترانه‌سرای قبل از انقلاب ۵۷ و بازیگر سینما و تلویزیون اهل ایران است.

## اوایل زندگی
او در کودکی از صدای خوشی بهره‌مند بود. از نوجوانی ترانه می‌سرود و با نام هنری ساحل چندی از ترانه‌هایش در مجله بانوان به چاپ رسید. در جوانی بود که به پیشنهاد صمد نوریان، وارد عرصه خوانندگی شد ولی ابتدا به دلایل مسایل خانوادگی و زناشویی با نام هنری هلن فعالیت خودش را آغاز کرد.

## بعد از انقلاب
یک سال بعد از شروع فعالیتش، هنگامی که از همسرش جدا شد آثارش را به صورت رسمی با نام هنری ساحل منتشر کرد اما ادامه فعالیتش همزمان با دوران انقلاب ۵۷ شد و دیگر قادر به انتشار آثار بیشتری نبود. در سال ۱۳۶۴ توسط مرتضی احمدی به تلویزیون راه پیدا کرد و ‌در سریال طبل توخالی به ایفای نقش پرداخت و سپس در چند سریال موفق همچون هشدارهای پلیس و تعطیلات نوروزی نقش آفرینی کرد. در سینما با کارگردانانی همچون بهرام بیضایی، تهمینه میلانی، ابولفضل جلیلی و ... همکاری داشت.
او هم‌اکنون ساکن تهران است اما از عرصه هنر کناره‌گیری کرده و فراموش شده‌است. از ترانه‌های مشهور او می‌توان به کارون و کبوتر حرم و مسافر اشاره کرد.
ترانه کبوتر حرم توسط حسن شجاعی و شهرام صولتی بازخوانی شده است.

## فیلم‌شناسی
- طبل توخالی
- ماه عسل
- تعطیلات نوروزی
- رنو تهران - ۲۹
- بچه‌های طلاق
- گال
- عبور از غبار
- افسون (فیلم)
- پنجره (فیلم ۱۳۶۷)
- پرستار شب
- شاید وقتی دیگر
- هشت و نیم شب
- تله‌فیلم «یاقوت آبی»[۴] (۱۳۶۸)
- سریال جستجو (۱۳۶۷)